# Amt Weidenau

Amt Weidenau im Kreis Siegen

Amtsgliederung

Das Amt Weidenau war ein Amt im Kreis Siegen in der preußischen Provinz Westfalen und in Nordrhein-Westfalen. Es verwaltete bis zum 30. Juni 1966 ein Gebiet mit zuletzt zehn eigenständigen Gemeinden.

## Geschichte
Bis zum Anfang des 19. Jahrhunderts gehörte das Gebiet des späteren Amtes Weidenau zum Fürstentum Siegen. In der Franzosenzeit gehörte das Gebiet zum Großherzogtum Berg (1806–1813). Als die Verwaltung in dieser Region nach französischem Vorbild neu geregelt wurde, wurde dabei auch die „Mairie“ Weidenau im Kanton Siegen des Département Sieg eingerichtet.
Nach dem Wiener Kongress wurde aus der Mairie Weidenau die Bürgermeisterei Weidenau, die 1817 zum Kreis Siegen im Regierungsbezirk Arnsberg der preußischen Provinz Westfalen kam. Im Rahmen der Einführung der Landgemeindeordnung von 1841 für die Provinz Westfalen wurde 1843 aus der  Bürgermeisterei Weidenau das Amt Weidenau gebildet.
Die drei Gemeinden Eiserfeld, Gosenbach und Niederschelden schieden 1878 aus dem Amt aus und bildeten das neue Amt Eiserfeld.
Zum 1. Dezember 1885 hatte das Amt Weidenau eine Fläche von 43,3 km², auf der 11.520 Einwohner lebten.
Am 1. April 1937 wurde Achenbach in die kreisfreie Stadt Siegen eingemeindet. Gleichzeitig wurde Buschgotthardshütten auf Siegen und Weidenau aufgeteilt.
Durch das Gesetz zur Neugliederung des Landkreises Siegen wurde das Amt Weidenau zum 1. Juli 1966 aufgelöst:
- Die Gemeinden Bürbach, Kaan-Marienborn, Seelbach, Trupbach und Volnsberg kamen zur Stadt Siegen.
- Die Gemeinden Birlenbach, Dillnhütten, Geisweid, Sohlbach und Weidenau kamen zur neuen Stadt Hüttental.

## Gemeinden
1. Achenbach (1937 zu Siegen)
2. Birlenbach
3. Bürbach
4. Buschgotthardshütten (1937 zu Siegen und Weidenau)
5. Dillnhütten
6. Eiserfeld (bis 1878)
7. Gosenbach (bis 1878)
8. Kaan-Marienborn (bis 1948 Kaan)
9. Geisweid (bis 1963 Klafeld)
10. Niederschelden (bis 1878)
11. Seelbach
12. Sohlbach
13. Trupbach
14. Volnsberg
15. Weidenau

## Wappen
| Wappen des ehemaligen Amtes Weidenau, Kreis Siegen | Blasonierung: „Von Gold (Gelb) und Blau erhöht geteilt; im oberen Feld hervorbrechend ein goldener (gelber) rotbewehrter und gezungter, von sieben Schindeln begleiteter Löwe, im unteren drei 2:1 gestellte bewurzelte grüne Lindenbäume.“                                                                                    |
| Wappen des ehemaligen Amtes Weidenau, Kreis Siegen | Wappenbegründung: Das Wappen wurde am 17. August 1937 vom Oberpräsidenten der Provinz Westfalen genehmigt. Der nassauische Löwe umgeben von Schindeln sowie die Farben Blau und Gold entstammen dem Wappen des Hauses Nassau, frühere Landesherren über das Amtsgebiet. Die Linden entstammen einem Weidenauer Gerichtssiegel. |

## Einwohnerzahlen
Die Einwohnerzahlen des Amtes Weidenau:
| Gemeinde             | 1818  | 1885   | 1895   | 1905   | 1939   | 1950   |
| -------------------- | ----- | ------ | ------ | ------ | ------ | ------ |
| Achenbach 1          |       | 0301   | 0363   |        | –      | –      |
| Birlenbach           | 0052  | 0161   | 0169   | 0209   | 0457   | 0554   |
| Bürbach              | 0235  | 0426   | 0448   | 0567   | 0552   | 0741   |
| Dillnhütten          | 0136  | 0226   | 0225   | 0239   | 0287   | 0388   |
| Eiserfeld            | 0592  | –      | –      | –      | –      | –      |
| Gosenbach            | 0106  | –      | –      | –      | –      | –      |
| Geisweid / Klafeld 2 | 0534  | 2.424  | 3.546  | 5.292  | 8.281  | 11.039 |
| Kaan-Marienborn 3    | 0555  | 1.046  | 1.061  | 1.357  | 2.104  | 2.288  |
| Niederschelden       | 0289  | –      | –      | –      | –      | –      |
| Seelbach             | 0155  | 0257   | 0281   | 0364   | 0633   | 0865   |
| Sohlbach             | 0053  | 0074   | 0066   | 0116   | 0285   | 0371   |
| Trupbach             | 0175  | 0465   | 0519   | 0610   | 1.017  | 1.359  |
| Volnsberg            | 0108  | 0122   | 0116   | 0117   | 0112   | 0130   |
| Weidenau 4           | 1.244 | 6.018  | 6.212  | 8.398  | 12.325 | 15.026 |
| Gesamt               | 4.234 | 11.520 | 13.006 | 17.269 | 26.053 | 32.761 |